# Jernej Černe
Jernej Černe, slovenski učitelj in čebelar, * 18. avgust 1857, Zgornje Gorje, † 16. november 1906, Ljubljana.

## Življenje in delo
Černe je bil v letih 1879–1888 učitelj na Vrhniki, do 1893 strokovni učitelj na kmetijski šoli na Grmu pri Novem mestu, nato je zaradi bolezni za nekaj let prekinil delo, od 1899–1902 je učil v Šmartnem pri Litiji in bil kasneje ravno tam tudi nadučitelj. Leta 1895 je izdal v založbi Kmetijske družbe Umno čebelarstvo. V Šmartnem se je posvečal izdelavi panja lastnega sistema in delal razne poizkuse, a dela zaradi bolezni ni končal. 